# Triangle de Lublin
Triangle de Lublin (lituà: Liublino trikampis; polonès: Trójkąt Lubelski; ucraïnès: Люблінський трикутник, Liublinskyi trykutnyk) és una plataforma tripartita per a la cooperació política, econòmica, cultural i social entre Lituània, Polònia i Ucraïna, que té com a objectiu donar suport a la integració d'Ucraïna a la UE.
Els països del Triangle de Lublin han manifestat el seu suport a la restauració de la integritat territorial d'Ucraïna dins de les fronteres reconegudes internacionalment i demanen que es posi fi a l'agressió russa contra ell. El Triangle de Lublin dona suport a atorgar a Ucraïna la condició d'soci millorat per l'OTAN i afirma que atorgar a Ucraïna un pla d'acció per a l'adhesió a l'OTAN és el següent pas necessari en aquesta direcció.
El format tripartit es basa en les tradicions i els llaços històrics dels tres països. La pertinent declaració conjunta va ser signada pels ministres el 28 de juliol de 2020 a Lublin, Polònia. Lublin va ser escollit específicament com a insinuació a la Unió medieval de Lublin, que va crear la Confederació de Polònia i Lituània, un dels estats més grans d'Europa en aquell moment.
La idea de crear aquesta organització pertany a Adam Czartoryski, amb la veu de Viatxeslav Txornovil.

## Història
La declaració conjunta dels ministres d'Afers Exteriors de Lituània, Polònia i Ucraïna Linas Linkevičius, Jacek Chaputowicz i Dmytro Kuleba sobre la creació del format es va signar el 28 de juliol de 2020 a Lublin, Polònia.
L'1 d'agost de 2020, el ministre d'Afers Exteriors d'Ucraïna, Dmytro Kuleba, va convidar el ministre d'Afers Exteriors de Belarús Volodymyr Makei a la segona reunió, que tindrà lloc a Kíev. Durant el Fòrum Econòmic de Karpacz, Polònia, el 10 de setembre de 2020, el director del Departament de l'Est del Ministeri d'Afers Exteriors polonès, Jan Hofmokl, va declarar que el Triangle de Lublin hauria de ser un "quadrat" també amb Belarús. Segons ell, en l'etapa inicial Minsk estava interessat en aquest projecte polític, però més tard va canviar d'opinió.
El 17 de setembre de 2020, va tenir lloc la primera reunió (en format videoconferència) dels coordinadors nacionals del Triangle de Lublin, creada pels ministres d'Exteriors d'Ucraïna, Polònia i Lituània el juliol de 2020. Vasyl Bodnar (Ucraïna), Marcin Pszydach (Polònia) i Dalus Cekuolis (Lituània) han estat nomenats coordinadors d'aquest mecanisme de cooperació tripartit. Les parts van discutir els preparatius per a la propera reunió dels ministres d'Afers Exteriors del Triangle de Lublin, que tindrà lloc a Kíiv per iniciativa del ministre Dmytro Kuleba. Una de les tasques principals del Triangle de Lublin hauria de ser coordinar les accions d'Ucraïna, Polònia i Lituània per combatre eficaçment els desafiaments i amenaces a la seguretat comuna, entre els quals la prioritat és contrarestar les amenaces híbrides de Rússia.
El 29 de gener de 2021, durant la primera reunió en línia del Triangle de Lublin, el ministre d'Exteriors ucraïnès, Dmytro Kuleba, va declarar en una sessió informativa que Ucraïna, Lituània i Polònia estaven a favor que Belarús s’unís al Triangle de Lublin, però que encara no havia arribat el moment.
| « | "Per descomptat, sense Belarús, el triangle de Lublin és una mica incomplet. Voldríem, al final, que una Belarús democràtica s’unís i convertís el "Triangle de Lublin" en el "quadrat" de Lublin. Però encara no ha arribat el moment. Al mateix temps, tots entenem que la situació a Belarús té un impacte no només en les relacions bilaterals del país amb els seus veïns, sinó també en la situació de la regió en general ", va dir Kuleba, resumint la primera reunió del Triangle de Lublin. | » |

El 28 de febrer de 2021 es va saber que a finals de gener de 2021 la candidata a presidenta de Belarús el 2020 Svitlana Tikhanovska es va posar en contacte per primera vegada amb el ministre d'Exteriors d'Ucraïna, Dmytro Kuleba, on els va convidar a una reunió del triangle de Lublin a l'espera d'una invitació a una reunió presencial amb Kuleba i amb la Rada Suprema. Svitlana va assenyalar que volia que el "Triangle de Lublin" esdevingués el "Quadrat de Lublin".

## Mecanismes de cooperació
Segons aquesta Declaració conjunta de Lituània, Polònia i Ucraïna, els ministres d'exteriors de les parts haurien de celebrar reunions periòdiques, en particular en els àmbits de les activitats multilaterals, i amb la participació de socis seleccionats. També organitzaran consultes a nivell de la direcció dels ministeris d'Afers Exteriors dels seus països i crearan en aquests ministeris posicions de representants en cooperació dins del Triangle de Lublin.
Durant la primera reunió per videoconferència del 17 de setembre de 2020, els coordinadors nacionals van identificar les principals activitats del triangle de Lublin i van acordar garantir una interacció sostenible entre el format a diferents nivells de treball. Durant la reunió, van acordar els principis bàsics del Triangle de Lublin i van exposar els plans de cooperació en un futur proper. Una de les tasques principals hauria de ser coordinar les accions dels tres estats per abordar eficaçment els reptes i amenaces actuals a la nostra seguretat comuna. Entre els temes prioritaris de la cooperació hi ha contrarestar conjuntament les amenaces híbrides de Rússia, en particular en la lluita contra la desinformació. Es va subratllar la importància de mantenir una estreta cooperació dins de les organitzacions internacionals.
| « | "No només estem units per valors i interessos comuns, sinó també per una responsabilitat comuna pel futur dels nostres països i de la regió on vivim i que ha estat al centre de la política global en els darrers anys", va dir Vasyl Bodnar. | » |

Els viceministres també van acordar llançar una consulta temàtica tripartida a nivell de directors dels ministeris d'exteriors dels tres països. Els coordinadors van prestar una atenció important a la situació a Belarús i alguns altres països de la regió. Vasyl Bodnar va expressar la seva gratitud als socis pel seu suport constant a la integritat territorial i la sobirania del seu estat i pel seu suport a la lluita contra l'agressió russa. També va informar els seus col·legues sobre els principals objectius de la Plataforma de Crimea i va convidar Polònia i Lituània a cooperar activament en el marc de la plataforma, que té com a objectiu desocupar Crimea.
El 12 d'octubre de 2020, el primer ministre d'Ucraïna, Denis Shmygal, va assenyalar la importància del recentment creat "Triangle de Lublin" i va convidar el president polonès Andrzej Duda a ampliar el seu format, és a dir, discutir la possibilitat d'una reunió de caps de govern al "Lublin Triangle"v durant la seva visita a Ucraïna.
El 27 de febrer de 2021, el ministre de Relacions Exteriors de Lituània, Gabrielius Landsbergis, va dir a Radio Liberty a Ucraïna que la iniciativa del triangle de Lublin, que uneix Ucraïna, Lituània i Polònia, acosta Ucraïna a la integració europea:
| « | "Crec que aquest format és molt útil. I estic segur que aquest format es pot ampliar, per parlar no només de política. També podríem discutir història comuna, geopolítica, economia i moltes altres coses. Aquesta comunicació permet estructurar la nostra cooperació fins a cert punt ... És, per descomptat, molt útil i acosta la integració europea d'Ucraïna", va dir. | » |

També creu que la iniciativa de la Plataforma Crimea és "extremadament útil no només per trobar solucions concretes, sinó també per recordar el problema de l'ocupació de Crimea".

## Iniciatives

Emblema LitPolUkrbrig

### Assemblea Interparlamentària
L'Assemblea Interparlamentària de la Rada Suprema d'Ucraïna, el Seimas i el Senat de la República de Polònia i el Seimas de la República de Lituània es van crear el 2005 per establir un diàleg entre els tres països en la dimensió parlamentària. La reunió constituent de l'Assemblea va tenir lloc el 16 de juny de 2008 a Kíiv, a Ucraïna. Dins de l'Assemblea, hi ha comitès sobre integració europea i euroatlàntica d'Ucraïna, cooperació humanitària i cultural.

### Equip conjunt
La brigada lituana-polonesa-ucraïnesa (LitPolUkrbrig) és una unitat multinacional amb les capacitats d'una brigada militar comuna, dissenyada per dur a terme operacions militars independents d'acord amb el dret internacional o per participar en aquestes operacions. Està formada per unitats militars especials dels tres països, seleccionades de la 21a brigada de rifles Pidgal (Polònia), la 80a brigada d'assalt (Ucraïna) i el batalló de la gran duquessa Biruta Ulan (Lituània).
La brigada lituana-polonesa-ucraïnesa es va crear en el marc de la cooperació tripartita en el camp de la defensa el 2014. Proporcionar una contribució nacional a formacions militars multinacionals d'alta preparació (Acords de Reserva de les Nacions Unides, Grups Tàctics de Batalla de la UE, Força de Resposta de l'OTAN), així com a operacions internacionals de manteniment de la pau i seguretat sota els auspicis de l'ONU, la UE, l'OTAN i altres organitzacions de seguretat internacionals basada en el mandat del Consell de Seguretat de les Nacions Unides i, en cas d'aprovació, pels parlaments dels països participants.
Des del 2016, LitPolUkrbrig ha estat un element important en els esforços de l'OTAN per implementar les normes de l'OTAN a les Forces Armades d'Ucraïna. Les activitats principals de la brigada inclouen la formació d'oficials i unitats militars ucraïneses en aquestes normes, la planificació i realització de tasques operatives i el manteniment de la preparació operativa.

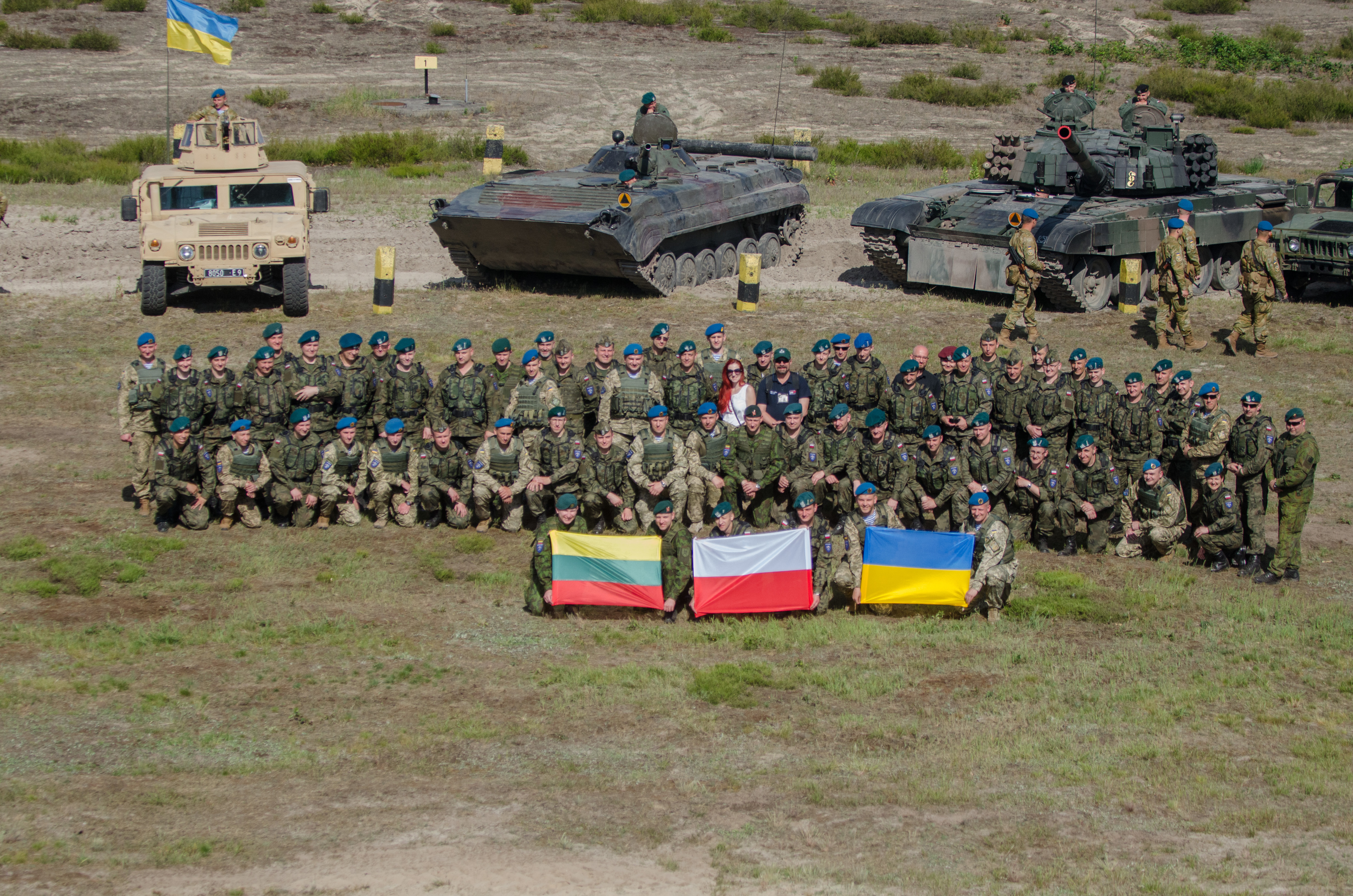
Soldats de la brigada lituano-polonès-ucraïnesa a la cerimònia d'obertura de l'exercici "Anaconda-2016" al lloc de proves de Nova Deba a Polònia, juny de 2016.

## Comparació de països
| Nom                           | Lituània                                                                                          | Polònia | Ucraïna |
| Nom oficial                   | República de Lituània (Lietuvos Respublika)                                                       | República de Polònia (Rzeczpospolita Polska)                                                               | Ucraïna |
| ----------------------------- | ------------------------------------------------------------------------------------------------- | --- | --- |
| Emblema                       |                                                                                                   | | |
| Bandera                       | none                                                                                              | none | none |
| Població                      | 2.794.329                                                                                         | 38.383.000                                                                                                 | 41.660.982 |
| Quadrat                       | 65.300 km²                                                                                        | 312.696 km²                                                                                                | 603.628 km² |
| Densitat de població          | 43 persones / km²                                                                                 | 123 persones / km²                                                                                         | 73 persones / km² |
| Sistema                       | República republicana constitucional unitària parlamentària                                       | República republicana constitucional unitària parlamentària                                                | República republicana constitucional unitària parlamentària                                                                                                   |
| Capital                       | Vílnius - 580.020 (810.290 àrea metropolitana)                                                    | Varsòvia - 1.783.321 (3.100.844 Territori metropolità)                                                     | Kíiv - 2.950.800 (3.375.000 àrea metropolitana) |
| Idiomes oficials              | Lituà (de facto i de iure)                                                                        | Polonès (de facto i de iure)                                                                               | Ucraïnès (de facto i de iure) |
| L'actual cap de govern        | Primer ministre Saulius Skvernalis (2016-actualitat)                                              | Primer ministre Mateusz Morawiecki (Dret i Justícia ; 2017 - actualitat)                                   | Primer ministre Denis Shmygal (2020 - actualitat) |
| L'actual cap d'Estat          | President Gitanas Nauseda (2019 - actualitat)                                                     | President Andrzej Duda (Dret i Justícia ; 2015 - actualitat)                                               | President Volodymyr Zelensky (Servent del poble ; 2019 - actualitat)                                                                                          |
| Les principals religions      | 77,2% catòlics, 4,1% ortodoxos, 0,8% vells creients, 0,6% luterans, 0,2% reformadors, 0,9% altres | 87,58% catòlics romans, 7,10% indecisos, 1,28% altres religions, 2,41% no religiosos, 1,63% no especificat | 67,3% ortodoxos, 9,4% grecs catòlics, 0,8% catòlics romans, 7,7% cristians indecisos, 2,2% protestants, 0,4% jueus, 0,1% budistes, 11,0% no confessions       |
| Grups ètnics                  | 84,2% lituans, 7,1% polonesos, 5,8% russos, 1,2% belarussos, 0,5% ucraïnesos, 1,7% altres         | 98% polonesos, 2% altres o no especificats                                                                 | 77,8% ucraïnesos, 17,3% russos, 0,8% romanesos i moldavos, 0,6% belarussos, 0,5% tàtars de Crimea, 0,4% búlgars, 0,3% hongaresos, 0,3% polonesos, 1,7% altres |
| PIB (nominal)                 | - $54,219 млрд (2018) (80 місце) - $20,355 на душу населення (2018) (42 місце)                    | - $585.816 млрд (2018) (21 місце) - $15,426 на душу населення (2018) (56 місце)                            | - $161.872 млрд (2020 кошторис) (56 місце) - $3,881 на душу населення (2020 кошторис) (119 місце)                                                             |
| Deute extern (nominal)        | 34.488 milions de dòlars (2016): 31,6% del PIB                                                    | 281.812 milions de dòlars (2019): el 47,5% del PIB                                                         | 47.900 milions de dòlars (2018): el 46,9% del PIB |
| PIB (PKS)                     | - $107 млрд (2018) (83 місце) - $38,751 на душу населення (2018) (38 місце)                       | - $1.215 трильйон (2018) (23 місце) - $32,005 на душу населення (2018) (41 місце)                          | - $429.947 млрд (2018) (48 місце) - $10,310 на душу населення (2018) (108 місце)                                                                              |
| Moneda                        | Euro (€) - EUR                                                                                    | Zloty polonès (PLN) - PLN                                                                                  | Hryvnia ucraïnesa () - UAH |
| Índex de desenvolupament humà | 0.869 дуже високо 34 місце - 0.774 дуже високо IHDI 13 місце                                      | 0.872 дуже високо 34 місце - 0.801 дуже високо IHDI 27 місце                                               | 0.750 високо 88 місце - 0.701 високо IHDI 54 місце |